# مارك لوفيل
مارك لوفيل (بالإنجليزية: Mark Lovell)‏ هو لاعب كرة قدم بريطاني في مركز الهجوم، ولد في 16 يوليو 1983 في بكنهام ‏ في المملكة المتحدة. لعب مع تونبريدج أنغلز ونادي دوفر أتليتيك ونادي غيلينغهام.